# Borboniella cubophora
Borboniella cubophora is een vlinder uit de familie bladrollers (Tortricidae). De wetenschappelijke naam is voor het eerst geldig gepubliceerd in 1957 door Diakonoff.
De soort komt voor in tropisch Afrika.